# Караколи
Караколи (исп. Caracolí) — город и муниципалитет на севере Колумбии, на территории департамента Антьокия. Входит в состав субрегиона Магдалена-Медио.

## История
Поселение из которого позднее вырос город было основано 8 июня 1876 года. Муниципалитет Караколи был выделен в отдельную административную единицу в 1963 году.

## Географическое положение

Муниципалитет Караколи

Город расположен в восточной части департамента, в предгорьях хребта Центральная Кордильера, на расстоянии приблизительно 87 километров к востоку-северо-востоку (ENE) от Медельина, административного центра департамента. Абсолютная высота — 652 метра над уровнем моря.

Муниципалитет Караколи граничит на севере с муниципалитетом Масео, на северо-западе и западе — с муниципалитетом Сан-Роке, на юго-западе — с муниципалитетом Сан-Карлос, на юго-востоке — с муниципалитетом Пуэрто-Наре, на востоке — с муниципалитетом Пуэрто-Беррио. Площадь муниципалитета составляет 260 км².

## Население
По данным Национального административного департамента статистики Колумбии, совокупная численность населения города и муниципалитета в 2012 году составляла 4671 человека.
Динамика численности населения муниципалитета по годам:
| 2005 | 2006 | 2007 | 2008 | 2009 | 2010 | 2011 | 2012 |
| ---- | ---- | ---- | ---- | ---- | ---- | ---- | ---- |
| 4855 | 4826 | 4808 | 4781 | 4751 | 4726 | 4700 | 4671 |

Согласно данным переписи 2005 года мужчины составляли 50,1 % от населения Караколи, женщины — соответственно 49,9 %. В расовом отношении белые и метисы составляли 98 % от населения города; негры, мулаты и райсальцы — 1,9 %, индейцы — 0,1 %.
Уровень грамотности среди всего населения составлял 85,1 %.

## Экономика
Основу экономики Караколи составляют сельскохозяйственное производство и горнодобывающая промышленность.

49,3 % от общего числа городских и муниципальных предприятий составляют предприятия торговой сферы, 37,4 % — предприятия сферы обслуживания, 11,5 % — промышленные предприятия, 1,8 % — предприятия иных отраслей экономики.